# Río Catatumbo
Pour les articles homonymes, voir Catatumbo (homonymie).
Le río Catatumbo est un fleuve du nord-est de la Colombie et du nord-ouest du Venezuela et un affluent du lac Maracaibo. 

## Géographie
D'une longueur de 338 km environ, son parcours a une orientation ouest-est assez régulière. Il naît en Colombie dans le département Norte de Santander, dans les montagnes appelées « Cerro de Las Jurisdicciones », à une altitude de 3 850 m, dans la municipalité d'Abrego, et termine son parcours au Venezuela dans le lac Maracaibo, auquel il apporte 60 % de son eau douce. Il y forme un delta pénétrant vers l'intérieur du lac, et qui se situe au sud-ouest de ce dernier.
Son bassin versant a une surface de 24 416 km2, dont 16 626 km2 se situent en territoire colombien et le restant au Venezuela.
Au-dessus de son embouchure, près d'une nuit sur deux se produit la foudre de Catatumbo, un orage récurrent caractérisé par ses nombreux et violents éclairs.

## Groupes amérindiens
Sur les rives du río Catatumbo vivent les Indiens Motilones (ou Baris) qui sont une communauté amérindienne ayant survécu aux multiples processus de colonisation entrepris depuis le XVIe siècle. Leur territoire se limite aujourd'hui aux zones de forêt épaisse. Ils ont été l'objet de l'attention de l'ethnologue français Robert Jaulin, qui a défini le concept d'ethnocide en étudiant leur sort.

## Principaux affluents
- le río Zulia
- le río de Oro
- le río Tarra
- le río Sardinata